# Книга мёртвых (фильм)
«Книга мёртвых» — фильм ужасов из нескольких киноновелл интернациональной команды режиссёров по мотивам рассказов Говарда Ф. Лавкрафта:
- Крысы в стенах «The Rats in the Walls» (фрагмент «Утопленница/The Drowned»)
- Холодный воздух «Cool Air» (фрагмент «Холод/The Cold»)
- Шепчущий во тьме «The Whisperer in Darkness» (фрагмент «Шорохи/Whispers»).

Фильм разрешён для показа зрителям старше 16 лет.

## Сюжет

### Пролог. «Библиотека/Library»
Режиссёр Брайан Юзна.
Писатель Лавкрафт, перенесённый авторами картины в Нью-Йорк 1932 года, попадает в общину странных монахов — хранителей «Некрономикона — Книги мертвых». Обманув «братьев», он находит желанный манускрипт и приступает к чтению… Следующие фрагменты фильма — это рассказы, сочинённые им под воздействием описанного в древней книге.

### Фрагмент 1. «Утопленница/The Drowned»
Режиссёр Кристоф Ган, 27 минут
Эдвард, последний из рода де Лапор, приезжает в родовой замок, чтобы принять наследство. Невзирая на предупреждение о страшных событиях, случившихся здесь, он остаётся на ночь и узнаёт о трагедии своего дяди — Джеффри и его утонувшей супруги, тётушки Эммы.

### Фрагмент 2. «Холод/The Cold»
Режиссёр Сюсукэ Канэко, 24 минуты
Сосед Эмили умудряется в дикую жару, которая охватила весь Бостон, поддерживать прохладу. Причину этого, равно как и таинственное исчезновение отчима-насильника Эмили, героиня скоро узнаёт.

### Фрагмент 3. «Шорохи/Whispers»
Режиссёр Брайан Юзна, 25 минут
Полицейская Сара вместе со своим напарником Полом попадает в аварию. Она спасается, но попадает к парочке каннибалов. В забытье ей снится страшный сон, что её туловище расчленяют на мясо. Пробуждение будет ещё ужаснее…

### Эпилог
Режиссёр Брайан Юзна.
По прочтении последнего отрывка из книги Лавкрафт захвачен врасплох одним из «братьев». Завязывается борьба, в ходе которой монах раскрывает свою истинную сущность, превращаясь в монстра, и открывается портал в иной мир. В ходе борьбы Лавкрафту удается уничтожить чудовище, «скормив» его другой твари, прилетевшей из портала. Насытившись, она улетает обратно и портал закрывается. Писатель сбегает из общины, садится в кэб и уезжает. В этой последней сцене видно, что он захватил с собой «Некрономикон».

## Актёры
- Джеффри Комбс — Лавкрафт
- Ричард Линч — Джетро Де Лапор
- Брюс Пейн — Эдвард де Лапор
- Мария Форд — Клара
- Белинда Бауэр — Нэнси Голмор
- Бесс Мейер — Эмили Остерман
- Дэвид Уорнер — доктор Мэдден
- Милли Перкинс — Лена
- Сигни Коулман — Сара
- Обба Бабатунде — Пол
- Деннис Кристофер — Дэйл
- Дон Кэлфа — мистер Бенедикт
- Брайан Юзна — кэбман

## Творческий коллектив
- Режиссёры: Брайан Юзна, Кристоф Ган, Сюсукэ Канэко
- Продюсеры: Самуэл Хадида, Брайан Юзна
- Сценаристы: Брент Фридман, Кристоф Ган, Кадзунори Ито
- Оператор: Рас Брандт, Джерри Лавли
- Монтаж: Кристофер Рот, Кит Саутер
- Художник-постановщик: Энтони Тремблей
- Художник по гриму: Лиза Буоно
- Спецэффекты: Энтони С. Ферранте, Томас Рейнон, Джон Вулич, Скриминг Мэд Джордж

## Съёмки
- Японский режиссёр Сюсукэ Канэко во время съёмок совсем не разговаривал по-английски.
- Другой режиссёр ленты, Брайан Юзна, снялся в прологе картины в роли кэбмана.
- Для французского режиссёра Кристофа Гана это был дебют в большом кино в качестве постановщика.

## Призы
- 1994 год — приз Международного кинофестиваля фантастических фильмов в Риме «Фантастфестиваль» (Mostra Internazionale del Film de Fantascienza e del Fantastico di Roma) — приз за лучшие спецэффекты
- 1994 год — приз Международного кинофестиваля фантастических фильмов в Португалии «Фантаспорто» — приз за лучшие спецэффекты